# Kronan (fietsen)

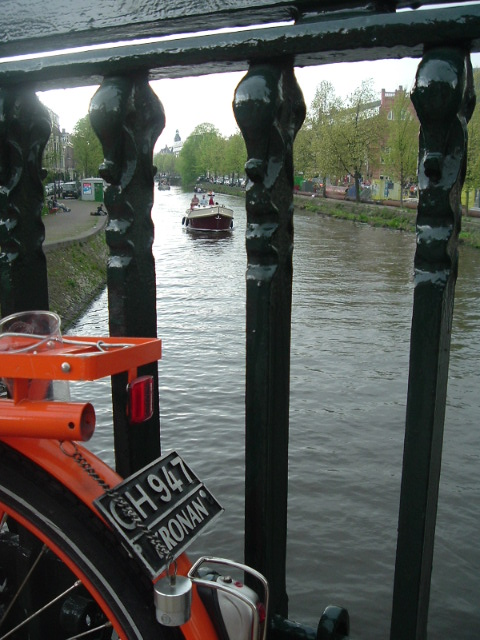
Typische kenmerken van een Kronan; nummerplaat en fietspomphouder

Kronan ("De Kroon") is een Zweeds fietsenmerk dat in 1997 werd opgezet door drie studenten in Uppsala. De Kronan-fiets is losjes gebaseerd op een model dat werd ontwikkeld voor het Zweedse leger, de Husqvarna m/42. Deze fiets werd door verschillende grote Zweedse fabrikanten gemaakt van 1942 tot halverwege de jaren '50. Door het veelvuldig gebruik van zwaar staal weegt de fiets 26 kg, in tegenstelling tot een gemiddelde fiets van 10 tot 15 kg. 
Toen het Zweedse leger in de jaren '70 de fietsen in de verkoop deed, werd de robuuste fiets ook buiten het leger populair en ontstond er (vooral onder studenten) een levendige handel in tweedehands legerfietsen. De oorspronkelijke kleuren waren mat groen en grijs. Vooral vanwege de gebrekkige onderdelenvoorziening verdwenen de militaire fietsen in de jaren '90 langzaam uit het straatbeeld in Zweden. 
Toen de replica van de legerfiets in 1997 in productie werd gebracht, was dit enkel nog voor commerciële doeleinden. De Kronan-fiets wordt in Taiwan gemaakt en heeft in technisch opzicht niets met de oorspronkelijke militaire fiets van doen. De fiets is leverbaar als heren- en damesmodel, in meerdere (opvallende) kleuren. Het uiterlijk van de fiets bleef grotendeels behouden, inclusief kenmerkende elementen als ballonbanden, half open kettingkast en een metalen koker voor een kleine fietspomp (vastgelast onder de stevige bagagedrager). Eveneens bestaat de mogelijkheid tot de installatie van een (optionele) voordrager (draagvermogen max. 25 kg). Als knipoog naar het militaire verleden, is iedere fiets uitgerust met een unieke nummerplaat met het serienummer. De brede RVS wielen worden ook gelakt, in tegenstelling tot de meeste fietsen waarbij de velgen onbehandeld zijn. Aanvankelijk gebeurde dit in dezelfde kleur als het frame, maar bij latere edities werden ook fietsen aangeboden waarbij de velgen in een andere, vaak opvallende, kleur waren gelakt. De eerste fietsen met een afwijkende velgkleur werden geproduceerd in 1999; zilvergrijze Kronans met blauwe velgen (en kettingkast).
De eerste Kronan-fietsen werden in Nederland enkel verkocht via een bestelling op het internet, waarna aan de leverende postbode het aankoopbedrag werd voldaan. Zelf moest men dan het stuur en de eventuele voordrager nog monteren. Voor korte tijd was er tevens bezichtiging van en een proefrit op een Kronan mogelijk, waarvoor een voormalige parenclub in Amsterdam als showroom diende. Kort daarna opende het bedrijf een winkel nabij het Leidseplein. 
Tot ongeveer 2000 waren Kronan-fietsen alleen verkrijgbaar met één enkele versnelling en een terugtraprem, in een beperkt aantal kleuren. Meer recente edities zijn verkrijgbaar met 3 SRAM-versnellingen en trommelremmen. Ook worden nu meerdere modellen aangeboden: een kinderfiets (Kiddo), een opoefiets (Kranny) en een bijzonder soort bakfiets (Kargo, naar het Filibus ontwerp van Michael Kemper). Deze fietsen zijn allemaal voorzien van meegelakte wielen, de kenmerkende bagagedrager met pomphouder en de nummerplaat.

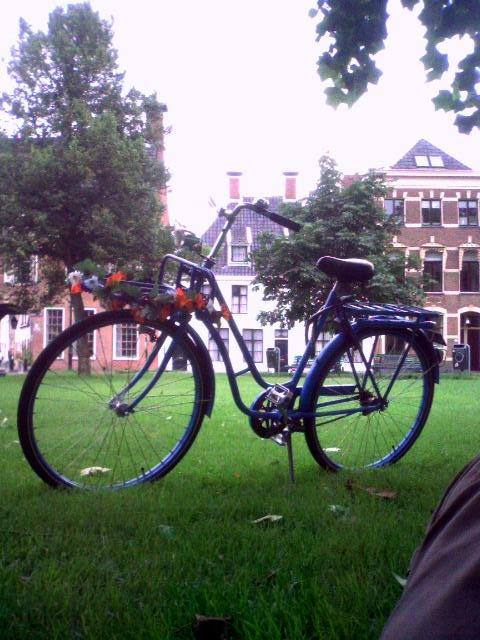
Damesuitvoering van de Kronan-fiets met voordrager.

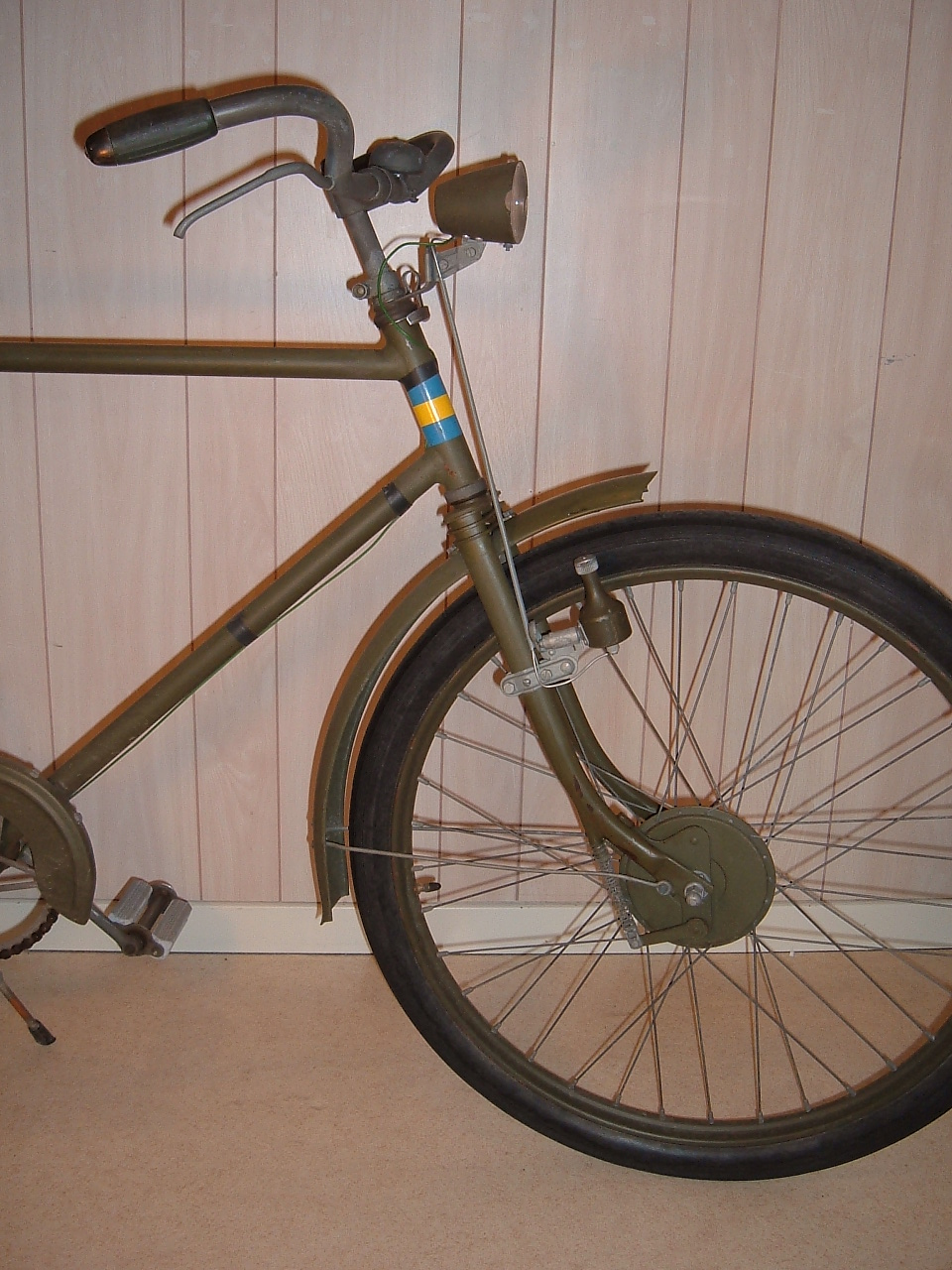
Voorkant van een m/42 (in dit geval een Husqvarna met trommelrem).